# バクト・シング
バクト・シング（Bakht Singh, 1706年8月16日 - 1752年9月21日）は、北インドのラージャスターン地方、マールワール王国の君主（在位：1751年 - 1752年）。

## 生涯
1706年8月16日、バクト・シングはマールワール王国の君主アジート・シングの息子として、ジョードプルで誕生した。
1724年6月24日、兄アバイ・シングとともに首都で父王アジート・シングを殺害し、兄が王位を継承した。同年7月4日、バクト・シングはその協力の代償として、兄からナーガウルのジャーギールをもらった。
1748年5月1日、バクト・シングはアジュメールとグジャラートの太守に任命された。
1749年6月18日、兄アバイ・シングが死ぬと、その息子ラーム・シングが継承した。だが、1750年11月27日にバクト・シングはラーム・シングを戦いで破り、1751年7月8日に自ら王位を宣した。
1752年9月21日、バクト・シングはシンドゥリーで死亡した。王位は息子のヴィジャイ・シングが継承した。